# Cascavel (Ceará)

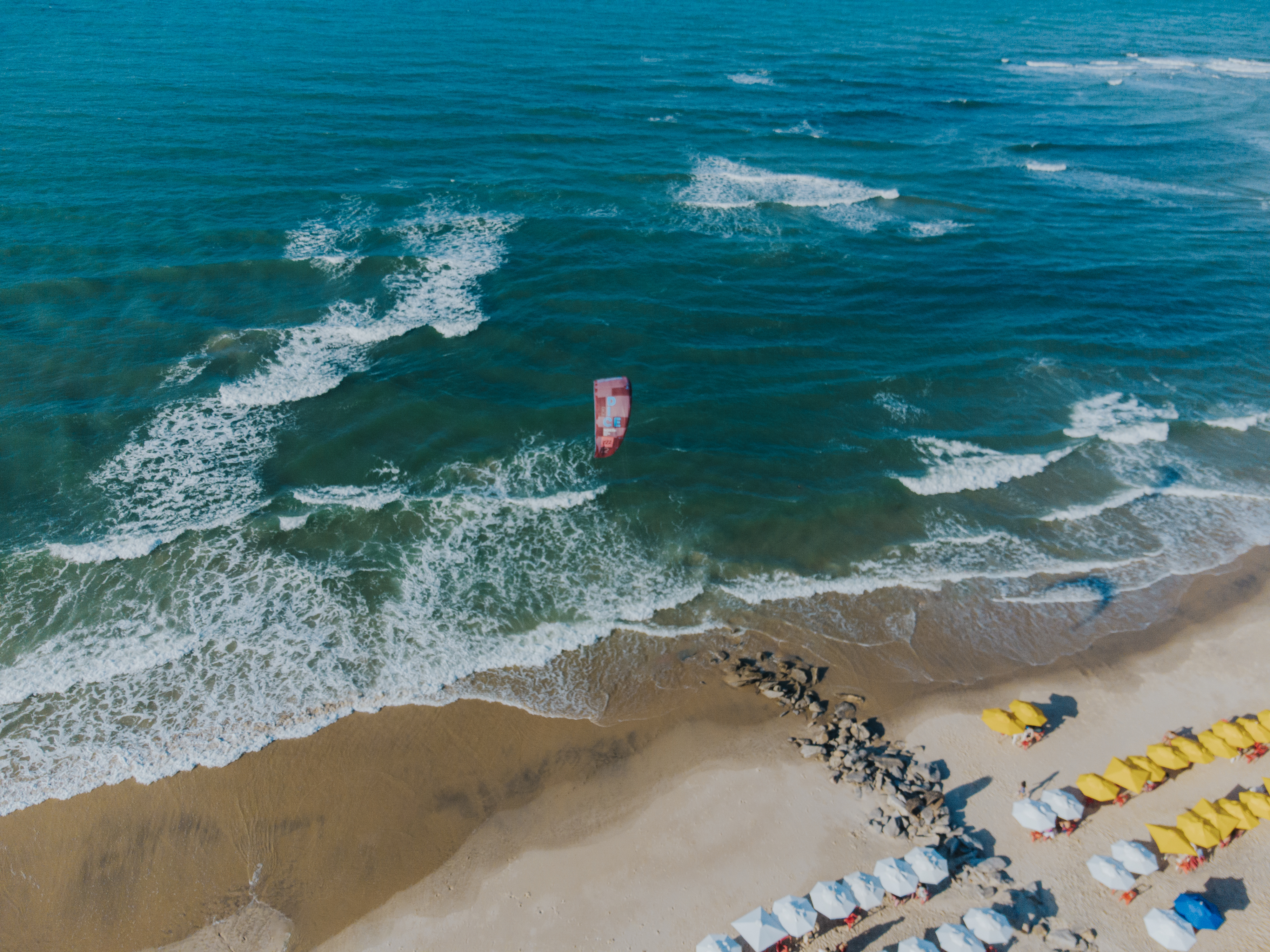
Praia de Caponga, Cascavel

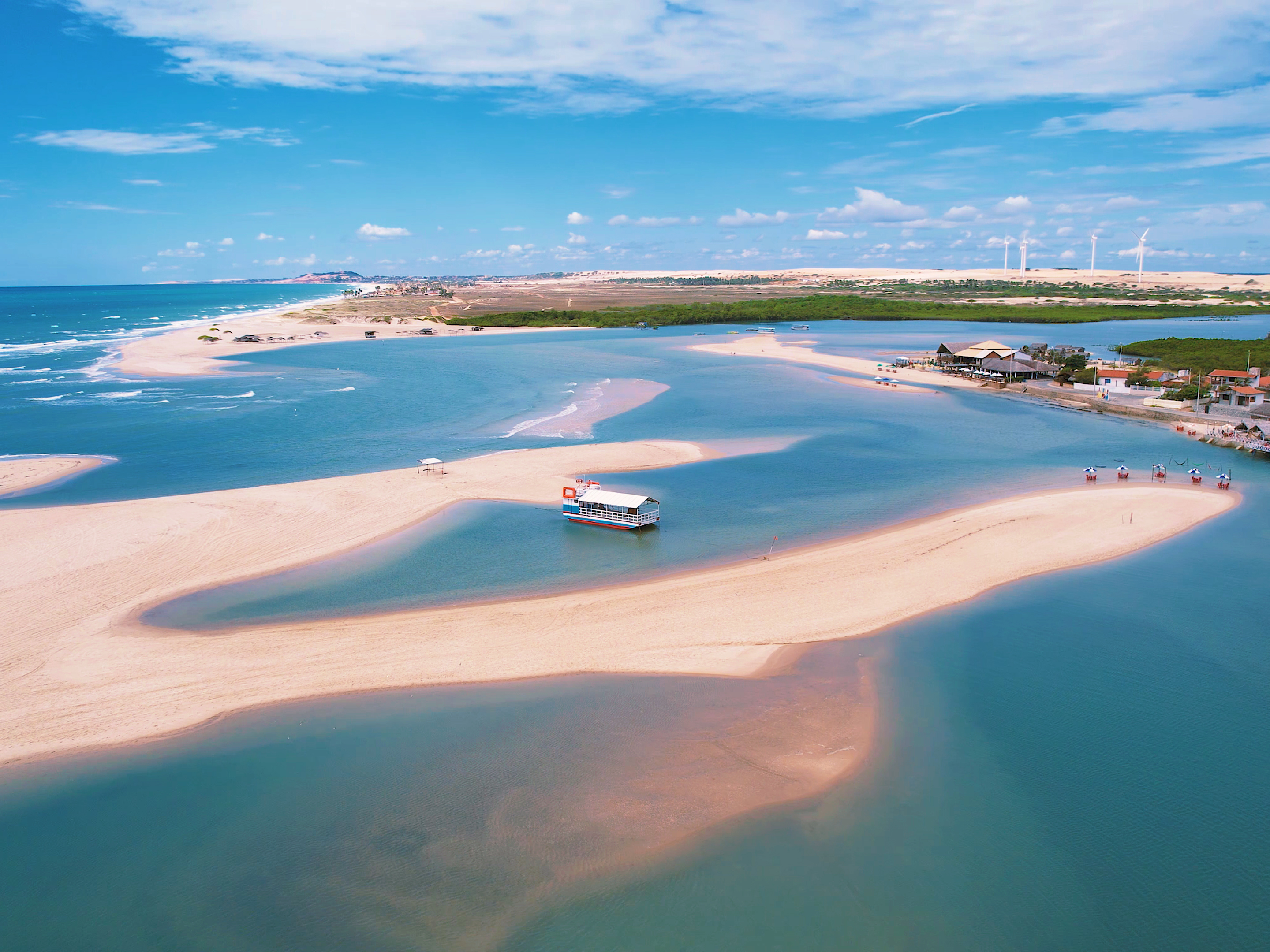
Praia de Barra Nova

Cascavel é um município brasileiro da Região Metropolitana de Fortaleza, do estado do Ceará. Sua população estimada em 2024 é de 76 365 habitantes. É onde acontece a Feira de São Bento, a segunda maior feira ao ar livre do Brasil, e é terra natal do empresário Edson Queiroz.

## História
O território hoje ocupado pela cidade fica às margens dos rio Choró e o rio Piranji, uma região que era habitada por diversas etnias indígenas, como os Potyguara, os Jenipapo-Kanyndé, os Anacé, Jaguaribaras e outras.
O povoamento branco iniciou na época de Matias Beck, quando neerlandeses instalaram uma peixaria na atual praia de Barra Nova, às margens do rio Choró. Mais tarde, depois do Tratado de Taborda, quando o território do Ceará era definitivamente ocupado por portugueses, essas terras receberam uma Missão Apostolada que visava construir um missão indígena (da qual apenas o templo foi construído: a capela do reduto, dedicada à Nossa Senhora do Ó) e também foram divididas em sesmarias e doadas a várias famílias.
As fazendas de cana-de-açúcar e o comércio (Feira de São Bento) se desenvolveram ao redor da capela construída; local que hoje é o centro histórico da cidade. A igreja Nossa Senhora da Conceição foi o segundo templo a ser construído e substituiu a padroeira anterior. Mais tarde, o templo se converteu em igreja matriz da paróquia que leva o.
Durante o período econômico da carne-seca e do charque, o município era um importante entreposto comercial e de hospedagem para aqueles que transitavam entre Fortaleza, Aquiraz e Aracati. A produção da cana-de-açúcar também teve seu espaço na economia municipal.

## Geografia

### Clima
Tropical quente semi-árido com pluviometria média de 1300 mm com chuvas concentradas de fevereiro a maio.

### Hidrografia e recursos hídricos
As principais fontes de água fazem parte da bacia  Metropolitana, sendo elas os riachos: Malcozinhado, dos Angicos, e Baixa do Feijão; os córregos  das Cabras e do Cajueiro e outros tantos. Existem ainda diversos açudes, dentre eles os de maior capacidade de armazenação de água são o Açude do Malcozinhado e o Açude Pacajus..

### Relevo e solos
As terras de Cascavel fazem parte da zona costeira, com muitas dunas, ondulações e poucas elevações, a maior elevação é a serra Mataquiri..

### Vegetação
A boa parte do território é coberto várias espécies de mata serrana, cerrados, caatinga arbustiva aberta e densa, mais ao interior, e por tabuleiros costeiros, mais próximos ao litoral. Apresenta também regiões de mangue próximo à foz do rio Choró.

## Organização politico-administrativa
O município de Cascavel possui uma estrutura político-administrativa composta pelo Poder Executivo, chefiado por um prefeito eleito por sufrágio universal, auxiliado diretamente por secretários municipais nomeados por ele, e pelo Poder Legislativo, institucionalizado pela Câmara Municipal de Cascavel, órgão colegiado de representação dos munícipes que é composto por vereadores também eleitos por sufrágio universal.

### Atuais autoridades municipais de Cascavel
- Prefeita: Ana Afif Queiroz - Progressistas (2025/-)[13]
- Vice-prefeito: Rogério Lima - Progressistas (2025/-)[13]
- Presidente da Câmara: Sebastião Uchôa - Progresisstas (2025/-)[14]

### Subdivisão
Divide-se em 6 distritos:
1. Cascavel (sede),
2. Caponga,
3. Guanacés,
4. Cristais,
5. Jacarecoara e
6. Pitombeiras.

## Educação e ciência
Em 2010, o nível do fator educação do Índice de Desenvolvimento Humano cascavelense era baixo, não obstante seu grande avanço, que passou de 0,119 para 0,578 entre 1991 e 2010. Conforme os dados do Atlas do Desenvolvimento Humano do Brasil de 2010.
Em dezembro de 2022, o ensino público em Cascavel ganhou notoriedade em virtude de um grupo de estudantes da Escola de Ensino Médio em Tempo Integral (EEMTI) Marconi Coelho Reis ter ganho um prêmio nacional de educação ao criar um protótipo destinado a combater arboviroses por meio da eliminação da proliferação do mosquito Aedes aegypti, vetor de doenças como dengue, zika e chikungunya.